# یواس‌اس بت (۱۸۶۴)
یواس‌اس بت (۱۸۶۴) (به انگلیسی: USS Bat (1864)) یک کشتی بود که طول آن ۲۳۰ فوت (۷۰ متر) بود.